# Universität Conakry

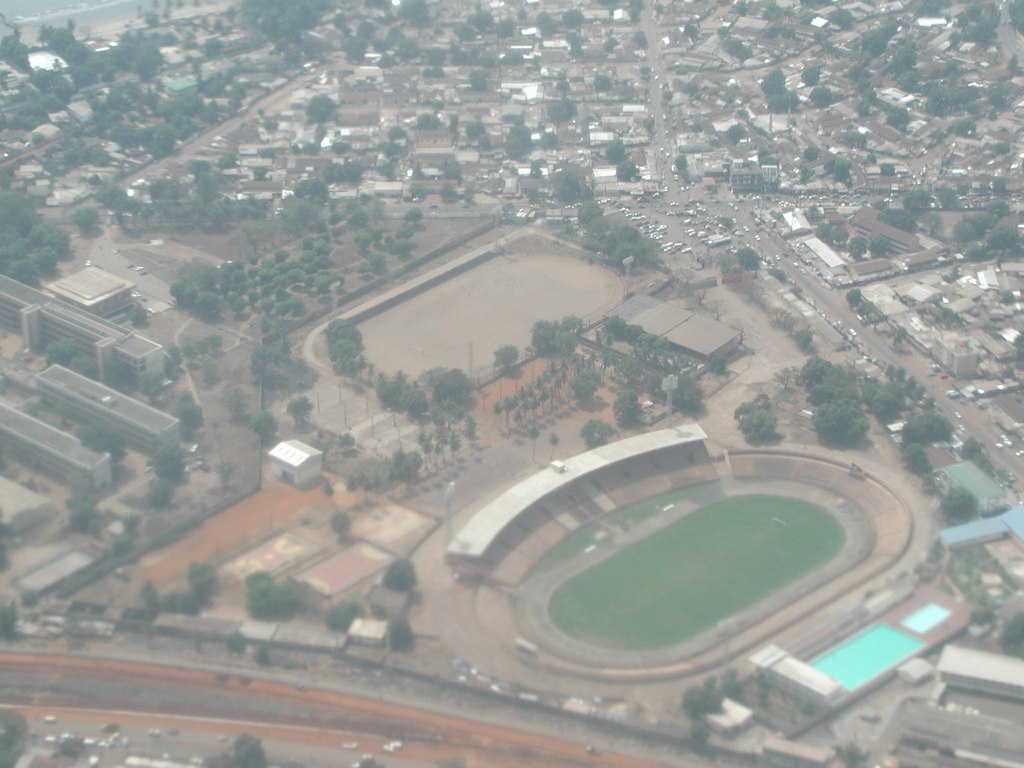
Links der UGANC-Campus, rechts davon das Stade du 28 Septembre in Conakry, 2004

Die Universität Conakry, franz. Université Gamal Abdel Nasser de Conakry (UGANC), ist die größte Universität Guineas.
Sie wurde 1962 als „Institut Polytechnique“ (Polytechnisches Institut) für 1.500 Studenten im Stadtteil Donka gegründet und 1970 nach Gamal Abdel Nasser benannt.
Im Jahr 2001 hatte die Hochschule 8.360 Studenten und 401 Mitarbeiter, im Jahr 2010 waren es 16.000 Studenten und 540 Mitarbeiter.
Im Jahr 2003 erfolgte eine Auslagerung der geisteswissenschaftlichen Fakultäten auf den Campus in Sonfania (am Stadtrand Conakrys). Am 14. Januar 2006 wurde dieser Campus zur zweiten staatlichen Volluniversität in Conakry und erhielt zu Ehren von Lansana Conté den Namen Université Général Lansana Conté de Sonfonia (UGLCS).